# Zerre
Zerre, obersorbisch Drětwja, ist ein Ortsteil der Gemeinde Spreetal in der Oberlausitz (Sachsen). Zugleich ist Zerre die nördlichste Ortschaft im Landkreis Bautzen. Von 1936 bis 1947 trug der Ort den Namen Spreetal. Zerre zählt zum offiziellen sorbischen Siedlungsgebiet.

## Geographie

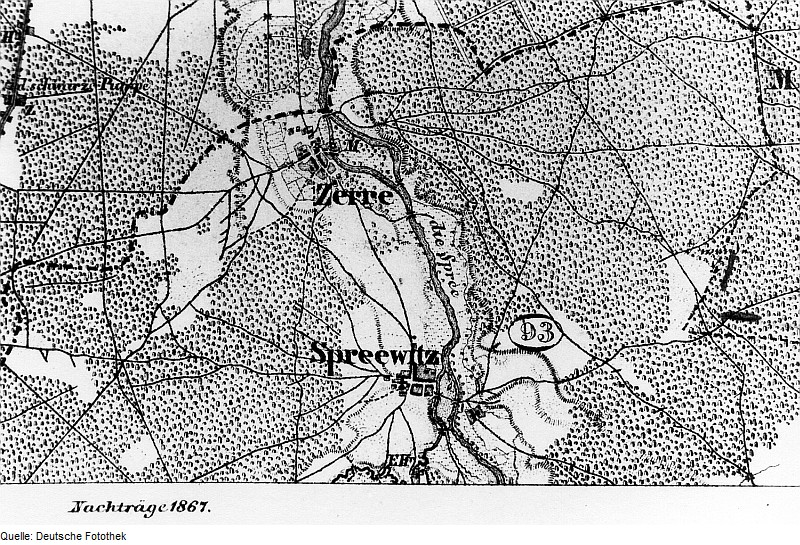
Topographische Karte vom Preußischen Staate, Blatt 234 Muskau, mit Zerre

Zerre liegt fünf Kilometer südlich von Spremberg in Form eines Straßenangerdorfes an der alten Straße zwischen Spremberg und Hoyerswerda. Nördlich von Zerre verläuft die sächsisch-brandenburgische Grenze, hinter der der Spremberger Vorort Trattendorf liegt. In südlicher Richtung liegt das Kirchdorf Spreewitz, im Westen liegt der Industriepark Schwarze Pumpe und nördlich davon die Ortschaft Schwarze Pumpe.
Östlich des Ortes fließt die Spree. Dahinter schließt sich ein weitläufiges Waldgebiet an.

## Geschichte

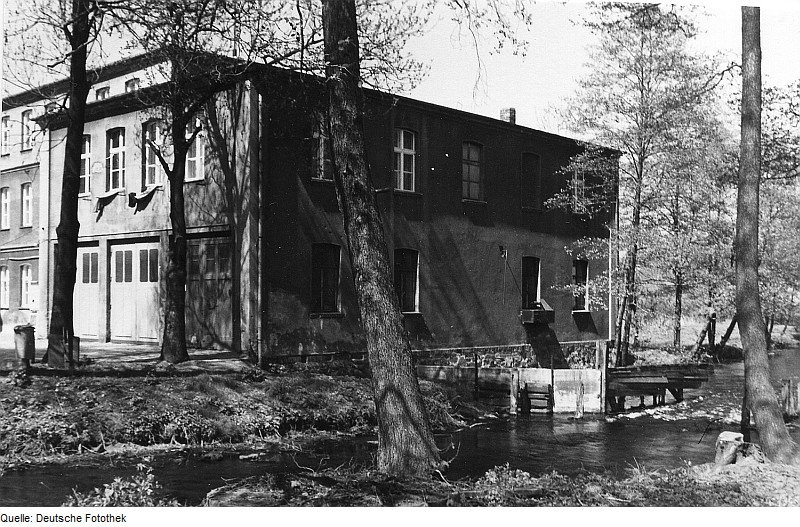
Spreemühle Zerre

Die Ersterwähnung im Jahr 1577 sowie der deutschstämmige Ortsname lassen vermuten, dass es sich um eine Siedlungsneugründung handelt, nachdem das ehemals nördlich gelegene Dorf Schilda im Jahr 1520 niedergebrannt wurde und nur noch die Mühle stehen blieb.
Die Zerrer Mühle wurde in der Folgezeit u. a. im Jahr 1635 urkundlich erwähnt. Im Jahr 1652, der Dreißigjährige Krieg ist seit vier Jahren vorüber und die gesamte Lausitz gehört zu Sachsen, ist ein standesherrschaftlich hoyerswerdsches Vorwerk belegt.
Nachdem das Königreich Sachsen in den napoleonischen Kriegen an Frankreichs Seite kämpfte, mussten nach dem Wiener Kongress 1815 unter anderem der nordöstliche Teil der Oberlausitz und die gesamte Niederlausitz an Preußen abgetreten werden. Anfangs gehörte Zerre zum brandenburgischen Landkreis Spremberg (Lausitz), kam jedoch 1825 mit der Herauslösung des Landkreises Hoyerswerda in schlesische Verwaltung.
Im 19. Jahrhundert wurde eine Pflichtfeuerwehr gegründet. Jeder männliche Einwohner ab dem 18. Lebensjahr hatte die Pflicht, bei Feuer zu erscheinen und bei der Brandbekämpfung zu helfen. Aus dieser Pflichtfeuerwehr ging 1929 die Freiwillige Feuerwehr Zerre hervor.
Anfang des 20. Jahrhunderts wurde in Ortsnähe Kohle gefunden. Bereits 1908 erfolgte die erste Kohleförderung. Zwischen Zerre und Spreewitz wurde 1929 mit dem Bau einer Kolonie begonnen. Diese gehörte ursprünglich zu Spreewitz, die Einwohner setzten sich jedoch dafür ein, dass sie zur Gemeinde Zerre gehören sollten. Diesem Wunsch wurde 1936 entsprochen und der Ortsteil Zerre-Kolonie genannt. Zwei Jahre später wurde Zerre nach Spreewitz eingemeindet.
Nach dem Ende des Zweiten Weltkriegs hatte die Sowjetarmee einen Garagenkomplex in Besitz genommen. Durch die östlichen Wälder wurden breite Wege zum Tanklager nördlich von Schleife angelegt.
In der Zeit der DDR wirkten sich vor allem die umliegenden Tagebaue sowie das nahe gelegene Gaskombinat Schwarze Pumpe und das Kraftwerk Trattendorf auf die weitere Ortsentwicklung aus. Während bis zu 80 % der Bevölkerung im Energiesektor arbeiteten, war gleichzeitig eine erhöhte Umweltbelastung zu beklagen.
Im Dezember 1993 wurde der Feuerwehr durch den sächsischen Innenminister Heinz Eggert ein Tanklöschfahrzeug im Wert von rund 250.000 DM übergeben.
Die Gemeinden des Verwaltungsverbandes Burgneudorf (Burghammer, Neustadt und Spreewitz) schlossen sich am 1. Januar 1996 zur Gemeinde Spreetal zusammen.

### Bevölkerungsentwicklung
| Jahr | Einwohner |
| ---- | --------- |
| 1825 | 113       |
| 1871 | 243       |
| 1905 | 276       |
| 1925 | 333       |
| 2009 | 263       |
| 2020 | 244       |

Im Jahr 1777 wirtschafteten in Zerre elf besessene Mann und drei Häusler. Bis um das Jahr 1850 hat sich die Anzahl der Wirtschaften nicht verändert. Die elf Bauern waren neun Ganz- und zwei Halbbauern.
Die erste Volkszählung mit gleichwertiger Berücksichtigung jedes Einzelnen ergab 1825 eine Bevölkerung von 113 Einwohnern. Diese Zahl erhöhte sich bis zur Reichsgründung im Jahr 1871 auf 243. Noch zu dieser Zeit stellten Sorben die Mehrheit der Einwohner. Arnošt Muka ermittelte Anfang der 1880er 243 Sorben unter 263 Einwohnern. Bis zur Zeit der Weimarer Republik erhöhte sich die Einwohnerzahl nochmals auf 333 und erreichte damit erstmals nahezu den gleichen Stand wie die Gemeinde Spreewitz, die 1925 352 Einwohner hatte.

### Ortsname
Der Ursprung des Ortsnamens ist nicht eindeutig geklärt. Überlieferte Formen sind unter anderem Zehre (1577), Zerra(w) (1635, 1652) und Zerre (1791). Er könnte sich vom mittelhochdeutschen zerren „reißen, ziehen“ oder zern, hochdeutsch zehren „verbrauchen“ ableiten. Damit wäre Zerre ein Ort, wo etwas gezogen, gezerrt oder verzehrt wurde. Auch eine Ableitung von einem Personennamen ist nicht gänzlich auszuschließen.
Der sorbische Name Drětwja ist eine direkte Übersetzung des deutschen Namens. Er entwickelte sich aus Drětwa und Drětwej, wobei das „ě“ teilweise auch nur als „e“ oder „je“ wiedergegeben wurde.
Im Zuge deutscher Germanisierungspolitik wurde der Ortsname 1936 in Spreetal geändert. Aber noch im Dezember 1936 wurde im Spreewitzer Sterberegister der alte Ortsname verwendet. Wie die meisten umbenannten Orte bekam auch Zerre 1947 seinen alten Namen offiziell zurück. Lokal ist die Rückkehr zum alten Namen bereits eher geschehen, so fand im Sterberegister der Name Zerre bereits wieder im Mai 1945 Verwendung.